# 銀河鐵道之夜
《銀河鐵道之夜》（日语： Ginga Tetsudō no Yoru）是日本作家宮澤賢治在1934年所出版的著名童話作品，也被視為小說，是宮澤賢治的代表作之一。
本作大约写于1927年，1934年被列入文圃堂出版的《宫泽贤治作品集》中第三卷正式发表。其實全書仍在草稿階段，現存4个版本，以最后一个最为人所熟知，不同版本間差異較大，學者對此眾說紛紜。不過作品充滿唯美幻想色彩的獨特描寫，因此仍受到許多人喜愛。
《银河铁道之夜》在1985年被改编成同名动画，一直以来都有许多艺术家根据宫泽的小说创作出很多作品。

## 故事概要
主人公喬凡尼是一个贫困家庭的孩子，他要靠努力打工来养活被疾病困扰的妈妈。他的好朋友卡帕涅拉家境富裕，家中有很多書籍，他常常無私地邀請窮苦的喬凡尼去他家一起閱讀。有一天上自然科学课，老师拿出了银河的图片让同学们回答，当喬凡尼被点到的时候，他明知答案，因為曾經在卡帕涅拉家一起在書上讀過，但他却自卑担心答错而不敢回答，最终被一些同学耻笑。而为了保全喬凡尼的面子，卡帕涅拉也故意对老师提出的问题沉默不答，而被老師和同學誤以為連他這樣的好學生也不懂。
在银河节的那天，喬凡尼在路上遭到了同班同学札內利的嘲弄。札內利随後吆喝同學們前往河邊，參加晚上的銀河節水燈大會，可是喬凡尼却无法参加，因为他还要回家照顾妈妈。
终于，他累倒了。於是他躺在山坡顶上休息。過了不知多久時間，突然他听到一种奇怪的声音，於是睁开眼，意识到自己正在跟卡帕涅拉乘坐一辆在星际中的银河轨道上行驶的列车中。路途中，他们看见了许多難以置信美麗而又奇异的景象，在天鵝車站看見了许多人在白色的沙子和水晶中发掘化石，还有人捕捉白鹭，并用它們來製造糖果。一切的種種，都彷彿夢境一般的不可思議……
他们又遇见了两个孩子與一位青年教師。從他們的交談中，喬凡尼得知剛才他們搭上了一艘撞上冰山而沉没的轮船，所以現在他們才進到這列车裡来，隱隱暗示這輛列车的乘客身份其實並不尋常。当列车到达南十字座站的时候，其他乘客都下车了，车厢裡只剩下了喬凡尼和卡帕涅拉。两位摰友相约永不分离。但当列车驶到煤袋星雲站的时候，喬凡尼才发觉卡帕涅拉已经离他而去，消失不见了。
这时候，喬凡尼醒过来了。他到城里头，發現眾人聚集在橋頭上，才发现原來之前札內利不小心从船上掉到河里去，而卡帕涅拉跳进河裡救他。結果札內利被安全地救了上来，而卡帕涅拉卻不幸再也没有浮出水面。原來所謂的「銀河鐵道」，是帶領死者靈魂回歸天國的哀傷列車……

## 作品主旨
在与其关系最亲密的妹妹惠（トシ）于1922年去世后，悲伤的宫泽贤治在隔年前往庫頁島（當時庫頁島南部為日本領土），沿著鐵道一直旅行。很快地他就在1924年开始动笔创作这一部小说。他沿铁轨行走的北國旅程見聞，成為他创作的基本来源。之后他坚持创作该小说，直到他1933年逝世。小说的中间很大一部分仍然未完成，但还是被当作已完成的作品一样公开发表了。
对无私奉献的人格进行的赞美贯穿了整个故事的主线，而根据长谷部（2000年）的说法，这些都体现了宫泽本身“自我牺牲”的哲学，这一精神在宫泽的许多少年小说中也有所表达。另一方面，铃木（2004年）也作出解释，说这些都体现了一种“生态系统的神圣构想”。

## 主要登場人物
喬凡尼/喬丹尼（ジョバンニ）
喜歡獨自一人幻想的少年。因為家境貧困，且母親因病而臥床不起，所以都會在早晨送報紙，並在印刷工廠做打工。父親長期未回家。雖然喬凡尼深信他是出海捕魚、但是因為傳言他父親因非法獵捕海獺而下獄，所以附近的孩子們都會以此嘲弄他。
卡帕涅拉/康贝瑞拉/康帕内魯拉（カムパネルラ）
和喬凡尼同年的朋友，兩人的父親也是好友。被描述為家境富裕的人氣優等生。無論如何都要和喬凡尼一起搭乘銀河鐵道，共同旅行。
札內利（ザネリ）
和喬凡尼同年級。時常以「喬凡尼的爸爸說海獺外套要來囉－」這句話戲弄喬凡尼。在河川邊撈水燈時落水，被卡帕涅拉所救。
喬凡尼的母親
因病而久臥在床。
捕鳥人
銀河鐵道的乘客之一。捕捉雁和白鷺鷥來做為可以食用的商品來販賣，性格開朗熱情。
燈塔看守員
銀河鐵道的乘客之一。工作是在規律的時間斷斷續續的打開燈塔的燈。
女孩薰子（かおる子）、男孩小正（タダシ）與青年
12歳左右的姐姐、6歳左右的弟弟和他們的家庭教師。搭乘的船因撞上冰山而沉沒，意識到的時候已經搭乘在銀河鐵道了。仔細一想在那個時候大概就可以知道這班列車的乘客身分不尋常。
卡帕涅拉的父親（博士）
告訴喬凡尼關於卡帕涅拉的死訊，並傳達喬凡尼的父親要回來的消息。聽喬凡尼的母親說他是喬凡尼的父親孩童時的好友。

## 改编作品

### 动画影片
- 1985年，杉井儀三郎推出了自己執導的動畫電影版本。这部动画版本中一个非常突出又惹人争议的改动，是將所有角色都画成了猫咪的样子（擔任片中人物設定的是漫畫家增村博，過去他將宮澤賢治作品漫畫化時，就曾有將所有人物都畫成貓的造形的前例）。这部动画的工作者日后大都成就了动画事业的高峰，登上了诸如导演或动画工作室的创始人。其中最突出的例子就是当时的情节编辑真下耕一，在10数年后组建了著名的蜜蜂列车动画工作室。

- 2006年，日本著名CG制作人加贺谷穰将该故事改编成全CG动画——《銀河鐵道之夜》（Fantasy Railroad In The Stars）[1]，并于2007年上映。

- 《銀河鐵道之夜》被收錄在曾主持Podcast節目「吉卜力圖書館」（Ghibliotheque）、撰寫《吉卜力電影完全指南》的廣播人兼作家麥可．里德（英語：Michael Leader）和製片兼作家傑克．康寧漢（英語：Jake Cunningham）著作的《日本經典動畫指南》（英語：The Ghibliotheque Anime Movie Guide: The Essential Guide to Japanese Animated Cinema），做為介紹日本動畫歷史80年期間30名位導演與30部經典動畫的案例[2]。

### 舞台化作品
- 剧作家北村想曾根据《银河铁道之夜》创作出《随想：银河铁道之夜》，带出了他的理念及想象。该剧于1986年被北村戏剧公司Navi项目搬上舞台。由成井丰为Caramelbox戏剧公司写作的，并通过许多艺术家努力而演出的《贤治岛探险记》，其中一部分也是以《光速银河铁道之夜》为标题忠实地沿着小说的前3章作出描述。这部剧甚至还包括了一些关于布鲁卡尼洛教授的线索，而这位人物只在小说的前3个版本出现。

- 位于日本秋田县的わらび座艺术表演公司也为小说创作出了音乐剧的版本，从2004年4月到2007年3月在日本各地巡回演出。

## 受本作影響之作品與事物
- 日本漫畫家松本零士的《銀河鐵道999》（漫畫與電視動畫）
- 日本漫畫家藤子・F・不二雄《多啦A夢》的短編作品及1996年电影《大雄与银河超特急》
- 作者宮澤賢治的家鄉、日本岩手縣一家地區性鐵路公司，根據本書書名而將公司命名為IGR岩手銀河鐵道。
- 《水星领航员》（天野梢所著的漫画）
- 《回转企鹅罐》（日本电视动画作品）
- 《美好的日子 ～不連續存在～》（KeroQ發售的美少女遊戲）
- 夢枕獏－吞食上弦月的獅子－
- 日本动画导演宫崎骏2001年发行的《神隱少女》里的铁道设计。
- 野村美月著《文學少女05 絕望慟哭的信徒》以《銀河鐵道之夜》為基本線索。
- 日本創作歌手中島美雪的《夜會Vol.13 0時出發 24時到達》和《夜會Vol.14 00時出發 24時到達》
- 日本作曲家富田勛的（為管弦樂團、合唱團與初音未來而作），其中第五樂章的標題便為。
- 香港歌手周國賢2017年在旺角麥花臣場館舉行「GALACTICA銀河鉄道之夜演唱會」。
- 日本樂團主唱秋田ひろむ以內容為主創造了(歌曲)、(演唱会)、
- 日本漫畫《演員夜凪景 act-age》(原作松木達哉、作畫宇佐崎しろ)（也稱act-age 新世代演員、アクタージュ act-age）第 24－54 話
- 手機遊戲《魔法紀錄 魔法少女小圓外傳》劇情。
- 電玩《桃太郎電鉄》銀河鉄道カード
- 《康帕內拉》（米津玄師作品）
- 《銀河電燈》（vocaloidP Nayutan星人作品）
- 《星空列车与白的旅行》（しらたまこ发售的美少女游戏）
- 《さくら、もゆ。-as the Night's, Reincarnation-》（FAVORITE发售的美少女游戏）
- 《青空下的加缪》（KAI发售的美少女游戏）
- 《崩坏：星穹铁道》（上海米哈游影铁科技有限公司制作的3D冒险主题回合制策略游戏）
- 《千与千寻》摘自宫崎骏采访文章和评论家冈田斗司夫的 Niconico 研讨会 #307
- 电子游戏《主播女孩重度依赖》结局之Milky Way Train
- 電玩《瑪利歐賽車8》 N64版彩虹之路重製賽道
- 電玩《瑪利歐賽車世界》 彩虹之路賽道

## 相关作品
- 《仰望半月的夜空》
- 《文學少女》
- 《银河铁道999》
- 插畫家加賀谷穰所企畫之移動式天象儀圓頂劇場《銀河鐵道之夜》
- 《任性High-Spec》

## 外部連結
- 『銀河鉄道の夜』：新字新仮名、角川文庫1969年 - 青空文庫（日語）
- 『銀河鉄道の夜』：新字新仮名、新潮文庫1989年 - 青空文庫（日語）
- 『銀河鉄道の夜』：旧字旧仮名、岩波文庫1951年 - 青空文庫（日語）
- 豆瓣读书上《銀河鐵道之夜》的資料 （简体中文）